# Première Ligue de Soccer du Québec 2021
La Première Ligue de Soccer du Québec 2021 è stata la decima edizione della Première Ligue de Soccer du Québec, vinta dal Mont-Royal Outremont (al quarto titolo).

## Novità
Per la stagione 2021 il numero di squadre partecipanti è aumentato a 10 squadre. La Royal-Sélect Beauport partecipa per la prima volta, mentre il Lanaudière, il Mont-Royal Outremont e Monteuil ritornano, dopo aver rinunciato a partecipare nel 2020 a causa della pandemia di COVID-19. Poco prima dell'inizio della stagione il Fabrose si è fuso con due club giovanili per formare il FC Laval.

### Formula
Come per la stagione 2020, l'inizio della stagione è stato ritardato a causa della pandemia. Il campionato maschile si è svolto dal 3 luglio al 17 ottobre: ciascuna squadra incontra le avversarie due volte per un totale di 18 partite.

## Squadre partecipanti
| Squadra                  | Città                    | Regione            | Stadio                       |
| ------------------------ | ------------------------ | ------------------ | ---------------------------- |
| Blainville               | Blainville               | Laurentides        | Stade du Parc Blainville     |
| Celtix du Haut-Richelieu | Saint-Jean-sur-Richelieu | Montérégie         | Stade Alphonse-Desjardins    |
| FC Laval                 | Laval                    | Laval              | Parc Cartier                 |
| Lanaudière               | Terrebonne               | Lanaudière         | Stade André-Courcelles       |
| Longueuil                | Longueuil                | Montérégie         | Centre Multi Sport 1         |
| Mont-Royal Outremont     | Mont-Royal               | Montréal           | Rec de Mont-Royal            |
| Monteuil                 | Laval                    | Laval              | Parc Cartier                 |
| Ottawa South Utd         | Ottawa                   | Ontario            | MNP Stadium                  |
| Royal-Sélect Beauport    | Québec                   | Capitale-Nationale | Centre Sportif Marc-Simoneau |
| St-Hubert                | Longueuil                | Montérégie         | Parc Rosanne-Laflamme        |

## Classifica
Aggiornato al 20 ottobre 2021.
|  | Pos. | Squadra                  | Pt | G  | V  | N | P  | GF | GS | DR  |
|  | ---- | ------------------------ | -- | -- | -- | - | -- | -- | -- | --- |
|  | 1.   | Mont-Royal Outremont     | 40 | 16 | 13 | 1 | 2  | 37 | 12 | +25 |
|  | 2.   | Blainville               | 36 | 16 | 11 | 3 | 2  | 39 | 15 | +24 |
|  | 3.   | Celtix du Haut-Richelieu | 27 | 16 | 8  | 3 | 5  | 26 | 22 | +4  |
|  | 4.   | FC Laval                 | 26 | 16 | 7  | 5 | 4  | 30 | 20 | +10 |
|  | 5.   | St-Hubert                | 24 | 16 | 8  | 2 | 6  | 31 | 29 | +2  |
|  | 6.   | Longueuil                | 23 | 16 | 7  | 2 | 7  | 27 | 23 | +4  |
|  | 7.   | Monteuil                 | 14 | 16 | 4  | 2 | 10 | 16 | 26 | -10 |
|  | 8.   | Royal-Sélect Beauport    | 10 | 16 | 3  | 1 | 12 | 18 | 44 | -26 |
|  | 9.   | Lanaudière               | 4  | 16 | 1  | 1 | 14 | 20 | 45 | -25 |
|  | 10.  | Ottawa South Utd         | 0  | 0  | 0  | 0 | 0  | 0  | 0  | 0   |

Legenda:

      Esclusa a campionato in corso.
Note:
Il 16 settembre, l'Ottawa South Utd è stato costretto a ritirarsi dal campionato a causa delle restrizioni del governo e delle difficoltà transfrontaliere, con le partite giocate rimosse dalla classifica. 

### Risultati
| Gare contro l'OSU        | Gare contro l'OSU | Gare contro l'OSU |
| ------------------------ | ----------------- | ----------------- |
| Mont-Royal Outremont     | –                 | 4–1               |
| Blainville               | 2–1               | –                 |
| Celtix du Haut-Richelieu | 3–1               | –                 |
| FC Laval                 | –                 | 2–2               |
| St-Hubert                | –                 | –                 |
| Longueuil                | 5–1               | –                 |
| Monteuil                 | 4–1               | 2–0               |
| RS Beauport              | –                 | 1–1               |
| Lanaudière               | 1–3               | 2–0               |

## Statistiche

### Squadre

#### Primati stagionali
Aggiornati Al 20 ottobre 2021.
Squadre
- Maggior numero di vittorie: Mont-Royal Outremont (13)
- Maggior numero di pareggi: FC Laval (5)
- Maggior numero di sconfitte: Lanaudière (14)
- Minor numero di vittorie: Lanaudière (1)
- Minor numero di pareggi: Lanaudière, RS Beauport (1)
- Minor numero di sconfitte: Blainville, Mont-Royal Outremont (2)
- Miglior attacco: Blainville (39 gol fatti)
- Peggior attacco: Monteuil (16 gol fatto)
- Miglior difesa: Mont-Royal Outremont (12 gol subiti)
- Peggior difesa: Lanaudière (45 gol subiti)
- Miglior differenza reti: Mont-Royal Outremont (+25)
- Peggior differenza reti: RS Beauport (-26)

### Individuali

#### Classifica marcatori
| Gol | Rigori |  | Giocatore          | Squadra                  |
| --- | ------ |  | ------------------ | ------------------------ |
| 12  |        |  | Joseph Saint Simon | Mont-Royal Outremont     |
| 11  |        |  | Mamadi Camará      | Celtix du Haut-Richelieu |
| 8   |        |  | Flavio Colasanti   | Mont-Royal Outremont     |
| 8   |        |  | Adama Sissoko      | FC Laval                 |
| 7   |        |  | Mouad Ouzane       | Mont-Royal Outremont     |
| 7   |        |  | Wesley Wandje      | St-Hubert                |